# Willprechtszell
Willprechtszell ist ein Pfarrdorf und Ortsteil von Petersdorf im Landkreis Aichach-Friedberg, der zum Regierungsbezirk Schwaben in Bayern gehört.

Zur Gemarkung gehören auch das Kirchdorf Hohenried und das Dorf Axtbrunn.

Im örtlichen westmittelbairischen Dialekt heißen die Orte Wüprechts'zö, Hoacha'riad und Agscht'brunn.

## Geographie
Willprechtszell liegt circa vier Kilometer nördlich von Petersdorf auf der Hochfläche des Unteren Lechrains der Aindlinger Terrassentreppe. Naturräumlich gehört es also zur Donau-Iller-Lech-Platte, die wiederum Teil des Alpenvorlandes ist, einer der Naturräumlichen Haupteinheiten Deutschlands.

Axtbrunn liegt direkt nördlich von Willprechtszell und ist mit ihm verwachsen, sie teilen sich sogar die „Axtstraße“ (Axtbrunn gehört die nördliche, Willprechtszell die südliche Seite). Hohenried liegt ca. 1,5 km südöstlich von Willprechtszell auf einem Hügelkamm und ist auf seiner Nordseite mit Schönleiten zusammengewachsen.

Südöstlich und südlich liegen Gebersdorf, Alsmoos und der Hauptort Petersdorf, südwestlich und westlich die Aindlinger Ortsteile Binnenbach und Eisingersdorf, nordwestlich die Thierhauptener Ortsteile Hölzlarn und Neukirchen und nördlich, nordöstlich und östlich die Pöttmeser Ortsteile Osterzhausen, Ebenried und Gundelsdorf.
Nordöstlich der drei Ortsteile führt die nordwestlich-südöstlich verlaufende Staatsstraße St 2047 von Rain am Lech nach Aichach vorbei. Die Dörfer selbst sind nur durch Ortsverbindungsstraßen miteinander und den Nachbarorten verbunden. Südöstlich von Hohenried führt die von Nordosten nach Südwesten verlaufende Staatsstraße St 2035 von Neuburg an der Donau nach Augsburg vorbei.

## Geschichte

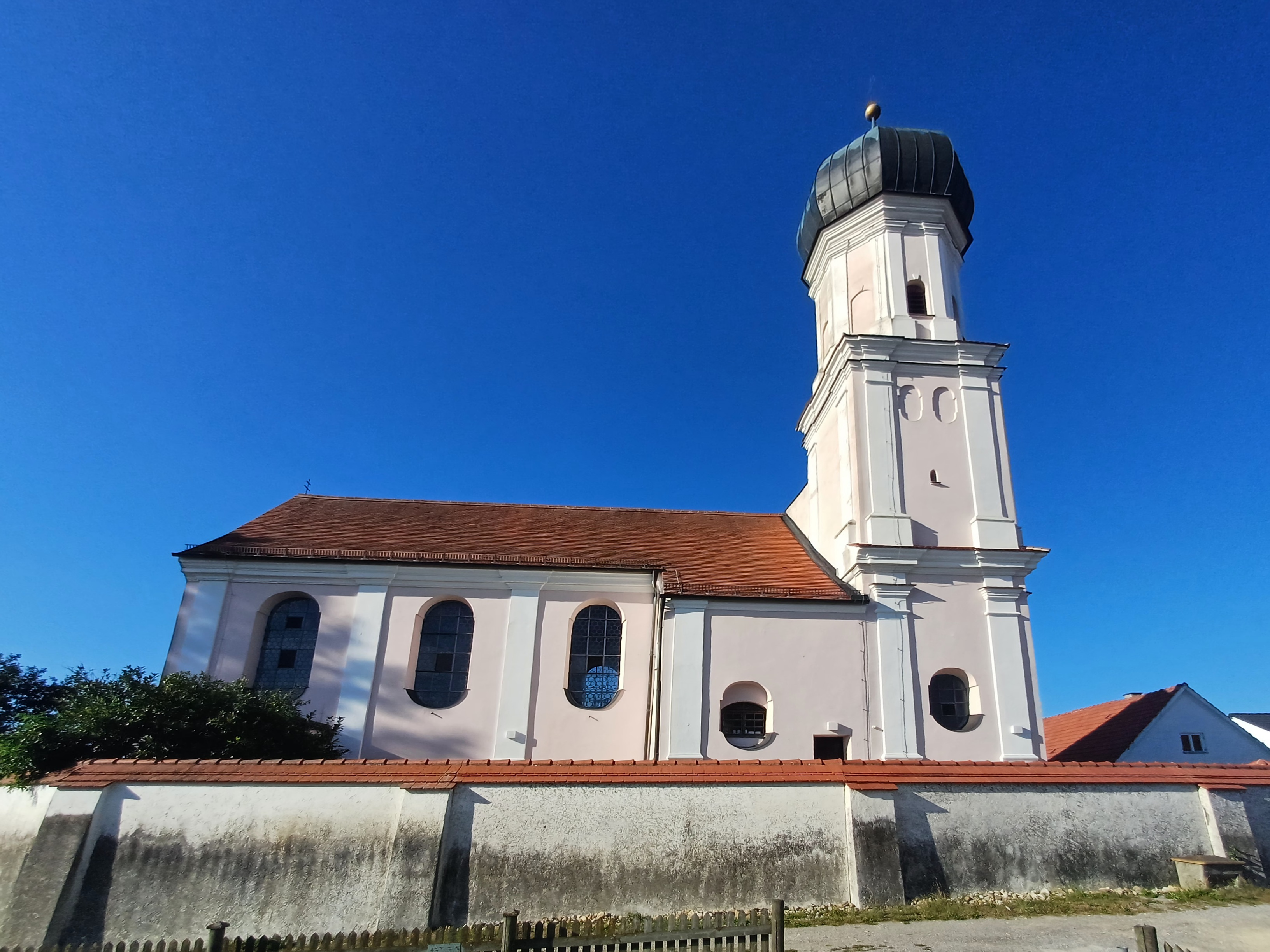
Mariä Heimsuchung

Die katholische Pfarrei Mariä Heimsuchung in Willprechtszell gehört zur Pfarreiengemeinschaft Aindling im Dekanat Aichach-Friedberg im Bistum Augsburg. Zur Pfarrei gehören auch noch die Filiale Sankt Georg und Gregor in Hohenried sowie Axtbrunn und Schönleiten. 2013 gehörten der Pfarrei circa 683 Katholiken an.
Die Gemeinde Willprechtszell mit Axtbrunn gehörte 1818/19 zum Herrschaftsgericht Affing. Bei der Überführung in das Landgericht Aichach kam 1819 das Kirchdorf Hohenried, vorher bei der Gemeinde Schönleiten, dazu.
Bis zum 30. April 1978 gehörte Willprechtszell mit seinen beiden Ortsteilen Hohenried und Axtbrunn als selbstständige Gemeinde zum oberbayerischen Landkreis Aichach bzw. ab 1. Juli 1972 zum schwäbischen Landkreis Aichach-Friedberg, der bis 30. April 1973 Landkreis Augsburg-Ost hieß. Im Zuge der Gebietsreform in Bayern wurde Willprechtszell mit Ortsteilen am 1. Mai 1978 in die Gemeinde Petersdorf eingegliedert.

## Persönlichkeiten
- Hans Well (* 1. Mai 1953 in Willprechtszell), Mitglied der Biermösl Blosn, Kabarettist, Volksmusiker

## Bodendenkmäler
Siehe: Liste der Bodendenkmäler in Willprechtszell